# Aloe subcarinata
Aloe subcarinata é uma espécie de liliopsida do gênero Aloe, pertencente à família Asphodelaceae.